# Стефания Колева
Стефания Петрова Колева е българска театрална актриса и кинорежисьор. Известна е и с ролите си в телевизионни сериали.

## Биография
Завършила е гимназия с разширено изучаване на немски език. През 1991 година е приета във ВИТИЗ „Кръстьо Сарафов“, специалност актьорско майсторство за куклен театър при проф. Дора Рускова. Година по-късно с приравнителен изпит влиза в класа на проф. Стефан Данаилов. Завършва НАТФИЗ през 1996 г.
От 1996 г. до 2007 г. е актриса в трупата на театър „Българска армия“. От 2010 г. е в трупата на народния театър „Иван Вазов“.
Актрисата участва също в множество телевизионни реклами.
През 2020 г. е гост-детектив във втори сезон на „Маскираният певец“.

## Театрални роли
- „Майстора и Маргарита“ – Михаил Булгаков
- „Емилия Галоти“ – Лесинг
- „Тигър“ – Мъри Шийзгал
- „Красива птичка с цвят зелен“ – Карло Гоци
- „Много шум за нищо“ – Уилям Шекспир
- „Фантасмагории“ – спектакъл на Стефан Москов по Цахес
- „Илюзията“ – Пиер Корней
- „Четвъртата сестра“ – Гловацки
- „Хоровод“ – Шницлер
- „Обърнете внимание“ – Камен Донев
- „Доказателството“ – Дейвид Обърн
- „Били лъжеца“ – Кийт Уотърхаус
- „Стопър“ – Теодора Димова
- „Излишък от любов“ – Теодора Димова
- „Змийско мляко“ – Теодора Димова
- „Комедия на слугите“ – спектакъл на Ст. Москов
- „Белградска трилогия“ – Биляна Сръблянович
- „Буре барут“ – Деян Дуковски
- „Домът на Бернарда Алба“ – Федерико Гарсия Лорка
- „Сън в лятна нощ“ – Уилям Шекспир
- „Ножица трепач“
- „Красиви тела“ – Лора Кънингам
- „Ангели в Америка“ – Тони Кушнар
- „Веселите Уиндзорки“ – Шекспир
- „Херкулес и Авгиевите обори“ – Фридрих Дюренмат
- „Животът е прекрасен“ по пиесата „Самоубиецът“ – Ердман, реж. Александър Морфов
- „Процесът против богомилите“ – Стефан Цанев

## Телевизионен театър
- „Братът на Бай Ганя Балкански“ (мюзикъл, 1997)

## Филмография
- Малка нощна приказка, сериал на БНТ
- Клиника на третия етаж (1999, 2000, 2010), сериал на БНТ (35 серии) – доктор Елена Радева – Шен (в 35 серии: от I до XXXV вкл.)
- Опашката на дявола (2001) – приятелка
- Тя и той (2002 – 2008), сериал на БТВ
- Летете с Росинант (2007)
- Женени с деца в България (2012), сериал на Нова телевизия – Цвети Бикова
- Секс, лъжи и TV: 8 дни в седмицата (2013), сериал на TV7 (24 серии) – Нели
- Полицаите от края на града (2018-2019), сериал на Нова телевизия – Корнелия Пламенова „Нели“
- Smart Коледа (2018) – майката